# 中华单极虫
中华单极虫（学名：Thelohanellus sinensis）为单极科单极虫属的动物。在中国，分布于广东、湖北等，营寄生生活，寄生在吻虾虎、克氏虾虎的鳃、肾、克氏虾虎的体表、斑鳢、乌鳢的肠以及鳗鲡的肾。
其种加词“sinensis”意为“中华的”。